# Centre Excursionista de Lleida
Centre Excursionista de Lleida és una entitat esportiva i cultural fundada a Lleida el 1906 per promoure el coneixement i la pràctica de les activitats de muntanya en totes les seves modalitats, com també per a l'estudi i divulgació dels aspectes culturals que hi tenen relació. Ha dut a terme una extensa tasca d'investigació folklòrica i publicà la revista Aresta. Edità les actes i les deliberacions del Primer Congrés Excursionista de Catalunya celebrat el 1911. Disposa d'una important biblioteca.

## Antecedents (1880-1906)
L'any 1890 es fundava el Centre Excursionista de Catalunya, entitat degana de l'excursionisme a Catalunya. El CEC naixia de la fusió de dues societats existents des de 1876 i 1878 respectivament: l'Associació Catalanista d'Excursions Científiques i l'Associació d'Excursions Catalana. Lleida no en quedà al marge d'aquest moviment i fou la segona ciutat catalana en tenir una entitat excursionista. L'any 1884, Josep Pleyan de Porta i Frederic Renyé i Viladot fundaren l'Associació Excursionista Ilerdanesa. La mort prematura, al 1891, de Pleyan de Porta suposà un impàs en el moviment excursionista lleidatà.

## Fundació i primeres dècades de vida (1906-1936)
L'any 1906 es fundava el Centre Excursionista de Lleida (CEL), de la mà d'Enric Arderiu i Valls, Rafael Gras i d'Esteva i Manuel Herrera i Ges. Es poden destacar tres aspectes de gran transcendència en aquestes primeres dècades de vida del CEL. En primer lloc, la publicació, des del 1908, del Butlletí del Centre Excursionista de Lleida.
En segon lloc, al 1911, el CEL fou l'amfitrió del Primer Congrés Excursionista Català. El tercer dels fets ha contribuït al fet que Lleida encara conservi un dels edificis històrics més emblemàtics de la ciutat: l'Hospital de Santa Maria. Però l'esclat de la Guerra Civil significà una aturada en aquesta embranzida.
| - La conservació de l'Hospital de Santa Maria (1915) |

| La postguerra i la refundació (1939-1957) |

| La Guerra Civil espanyola implicà una gran pèrdua per la història del CEL. Desaparagueren biblioteca, museu, material esportiu, llibres d'actes,... Així, el CEL hagué de deixar de funcionar i se li negà tota possibilitat de continuar actiu. Però l'afició no restà aturada i ben aviat iniciaren reunions i actes, organitzant-se com a delegació del Centre Excursionista de Catalunya. Les seves actituds portaren que el novembre de 1956 s'aconseguís recuperar el nom i la legalitat. \| - Carta de celebració del 20è aniversari del Centre Excursionista de Lleida \| |
| - Carta de celebració del 20è aniversari del Centre Excursionista de Lleida |

| El centre durant les darreres decades del franquisme i durant la transició democràtica (1957-80) |

| Al llarg dels anys, el nombre de socis anà augmentant, fins a assolir més de 500 membres. Era una forma de vida i de convivència, a més d'una activitat esportiva. En aquelles dècades s'assolí cim en els principals massissos del Pirineu (Mont Perdut, Aneto, Posets…). En la dècada dels 60 alguns socis iniciaren sortides als Alps. Xavier i Sefita Sirera feren la primera lleidatana al Mont-Blanc. L'espeleologia adquirí aviat un protagonisme significatiu en l'entitat. El GELL es constituí com a secció ja en la dècada dels anys 50. L'esquí també fou una altra de les activitats esportives que des de finals dels anys 50 es porten a terme. \| \| El Montsec, la Bonaigua, l'estany Gento, Andorra,... foren alguns indrets esquiats pels socis i sòcies pioners d'aquesta modalitat. \| | |
| | El Montsec, la Bonaigua, l'estany Gento, Andorra,... foren alguns indrets esquiats pels socis i sòcies pioners d'aquesta modalitat. |

Els anys 80
| En línies generals, la dècada dels anys 80 pot considerar-se de consolidació en la història del CEL. A més a més, l'any 1981 se celebrà el 75 aniversari de l'entitat. La veritat és que durant aquells anys, el nivell esportiu del CEL continuà i es mantingué, no sols al Pirineu i al prepirineu, sino sobretot en altres muntanyes del món. Només l'any 1983 el Centre recull 5 viatges als Alps. Per altra banda, l'Alt Atles, l'Altiplà del Pamir i els Andes (1981, 1986, 1987 i 1989) foren objectius importants. Per part del Grup Espeleològic Lleidatà, l'activitat no fou menys interessant. L'any 1985 el Marroc i el 1988 l'Expedició Vulcano-Glaciospeleològica a Islàndia. D'altra banda no podem oblidar que el 1983, el CEL va veure néixer en el seu sí una nova secció: la Secció d'Activitats Subaquàtiques (SAS). Que ha aconseguit durant anys aglutinar tot un sector de gent, que a Lleida difícilment hauria trobat ressò. Paral·lelament, la pràctica muntanyenca i excursionista era realitzada en les nostres muntanyes més properes, d'una forma silenciosa, però constant. Hem de destacar la gran contribució de Manel Cortés a la divulgació de la serralada més característica de les terres de Ponent: el Montsec. |

| El centre en els darrers anys |

|  | La dècada dels anys 90 es caracteritzà per la multiplicació d'activitats de caràcter més esportiu dins l'entitat. Organització de ral·lis de muntanya, marxes de regularitat, la Transmontsec en BTT, participació en curses d'esqui de muntanya, cursos d'escalada, activitats subaquàtiques i d'espeleologia. Tot això dins les sortides constants de cada cap de setmana, practicant l'excursionisme de muntanya en les seves diferents modalitats: bicicleta, escalada, caminant... En un altre sentit, hem d'esmentar que de les files del CEL han sorgit alpinistes, com Araceli Segarra i Juanjo Garra, que han aconseguit realitzar fites destacades a l'Himalàia. Ells foren qui, al 1991, protagonitzaren la primera expedició lleidatana a l'Himalàia, intentant l'ascensió al Broak-Peak. |

| La vitalitat social i cultural |

| En els darrers anys, el CEL ha donat mostres de voler convertir-se en una entitat que fos punt de trobada d'inquietuds diverses, no sols esportives. El pas més important va ser transformar el clàssic butlletí en una revista; així va néixer, al 1991, ARESTA. Exemple de l'interès en fer aportacions socioculturals han estat activitats com la celebració any rere any de la jornada del Pessebre al cim d'una muntanya, que ve realitzant-se des del 1959. Un altre exemple és la celebració de la Diada del Camí de Muntanya, que pretén recuperar una ruta clàssica en un indret de mitja muntanya. |

A partir del 1958 ha potenciat les seccions d'arqueologia, esquí, escalada i cinema. És adherida a la Federació d'Entitats Excursionistes de Catalunya. El 2005 va rebre la Creu de Sant Jordi.